# Escrime artistique
 (janvier 2020).
 (avril 2020).
Si vous disposez d'ouvrages ou d'articles de référence ou si vous connaissez des sites web de qualité traitant du thème abordé ici, merci de compléter l'article en donnant les références utiles à sa vérifiabilité et en les liant à la section « Notes et références ».

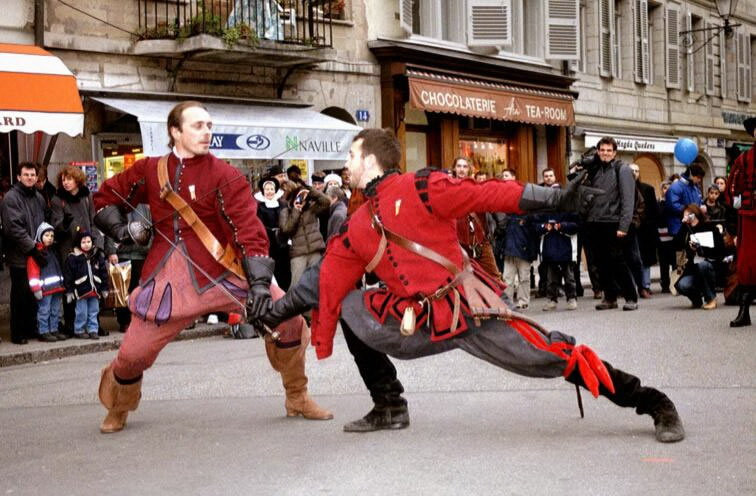
Spectacle de rue à l'Escalade 2001 (Genève).

L’escrime artistique est une adaptation de l’escrime moderne en intégrant des éléments de l’escrime historique et des arts du spectacle. Elle a pour but de mettre en scène des combats chorégraphiés, présentés en compétition.
L’escrime artistique mise sur le partenariat. Ensemble, les partenaires construisent une phrase d'armes esthétique simulant un combat à la rapière, l'épée médiévale, le fleuret, l'épée de cour, etc. L'escrime artistique fait partie des sports artistiques, comme le patinage artistique, la natation synchronisée ou bien la gymnastique artistique. En associant à la technique des armes et des déplacements (cascades) la comédie et l'expression corporelle, elle est souvent confondue avec l'escrime de spectacle[pourquoi ?]. Les phrases d'armes sont alors intégrées dans un jeu de scène, souvent avec de la musique et rarement avec du texte.

## Histoire

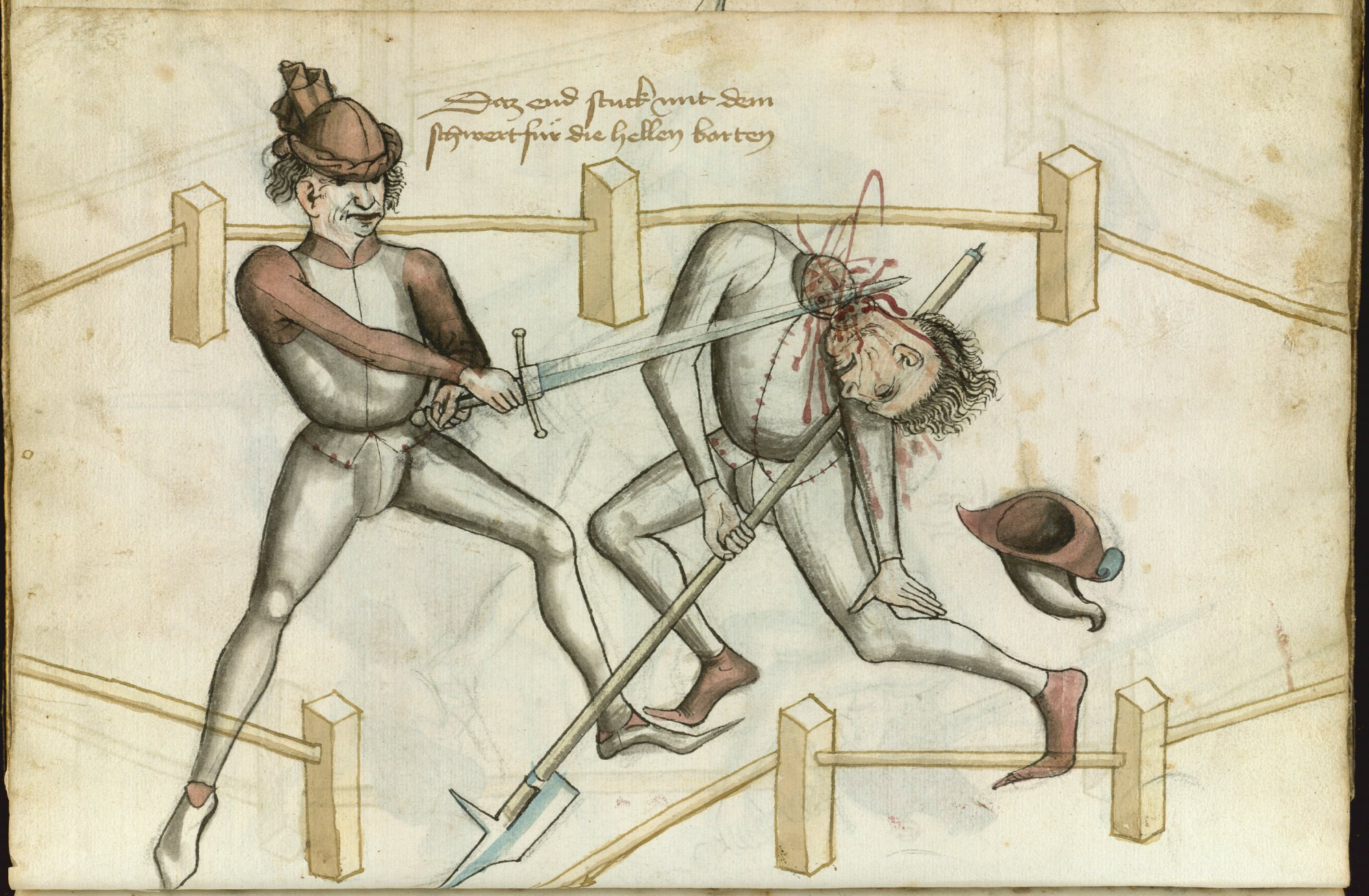
De Alte Armatur und Ringkunst (Talhoffer 1459).

L'escrime artistique, généralement confondue avec l'escrime de spectacle ou l'escrime ancienne[réf. nécessaire], généralement réservée aux acteurs[réf. souhaitée], a été proposée en France dans les années 1990 à l'initiative de Claude Carliez et des membres de l'Académie d'armes de France[réf. souhaitée].
« Issue de l'escrime ancienne, l'escrime artistique est certainement l'expression la plus visuelle, la plus spectaculaire de l'art des armes. Pratiquée à une ou plusieurs armes, elle offre, pour celui ou celle qui l'exerce, une multitude de combinaisons "d'attaque et défense" et d'évolutions. L'amplitude des gestes, l'élégance des attitudes, la diversité des actions, font de l'escrime artistique une autre discipline ! Elle est à l'escrime traditionnelle ce que le patinage artistique est au patinage sportif de compétition ».
Le but était d'utiliser le potentiel de popularité de l'escrime de spectacle pour promouvoir l'escrime et d’intéresser un nouveau public à l'escrime sportive.
Au départ confidentiellement enseignée par quelques maîtres d'armes et suivi par quelques comédiens, elle devient plus grand public à partir des années 2000.

## La formation

Cours d'escrime artistique au Théâtre de Chaillot à Paris/1998.

En France, l'enseignement de l'Escrime sportive ne peut se faire que par une personne ayant le titre de maître d'armes ou un BPJEPS « escrime », assistée par des animateurs et des éducateurs fédéraux,,.
L'escrime historique, faisant partie des Arts martiaux historiques européens (AMHE) est depuis 2013 gérée par sa propre fédération, la FFAMHE.
Dans les pays anglophones plusieurs associations, comme la British Academy of Stage and Screen Combat, Fight Directors Canada ou la Society of American Fight Directors proposent des formations professionnelles en escrime de spectacle (stage fight), accessibles aussi pour des amateurs. Ces formations sont internationalement reconnues par l'industrie cinématographique et de spectacle.
Akademie der Fechtkunst Deutschlands (ADFD) propose depuis quelques années une formation avec le titre de maître d'armes d'escrime de spectacle. Elle n'a pas encore obtenu une reconnaissance officielle de la part du ministère des sports et de la fédération allemande d'escrime (Deutscher Fechterbund-DFB) ni certaines d'autres académies d'armes telle que l'Académie d'armes de France (AAF), comme d'ailleurs la formation de maître d'armes à cinq armes proposée par la même organisation depuis plus de 20 ans.

## L'escrimeur ou bretteur
Il n'existe pas de terme officiel pour désigner le pratiquant de l'escrime artistique.
Celui qui revient est bretteur, « celui qui aime à se battre à l'épée, à ferrailler ; celui qui cherche volontiers querelle »
Un autre terme est celui de « joueur d'épée ». Ce mot apparaît en 1528 dans le titre d'une traduction d'un traité, La noble science des joueurs d'espee, rédigé par l'auteur viennois Andreas Pauernfeindt.
Dans les pays anglophones on parle généralement d'un actor-combatant[réf. non conforme].

## Le combat

### Les techniques

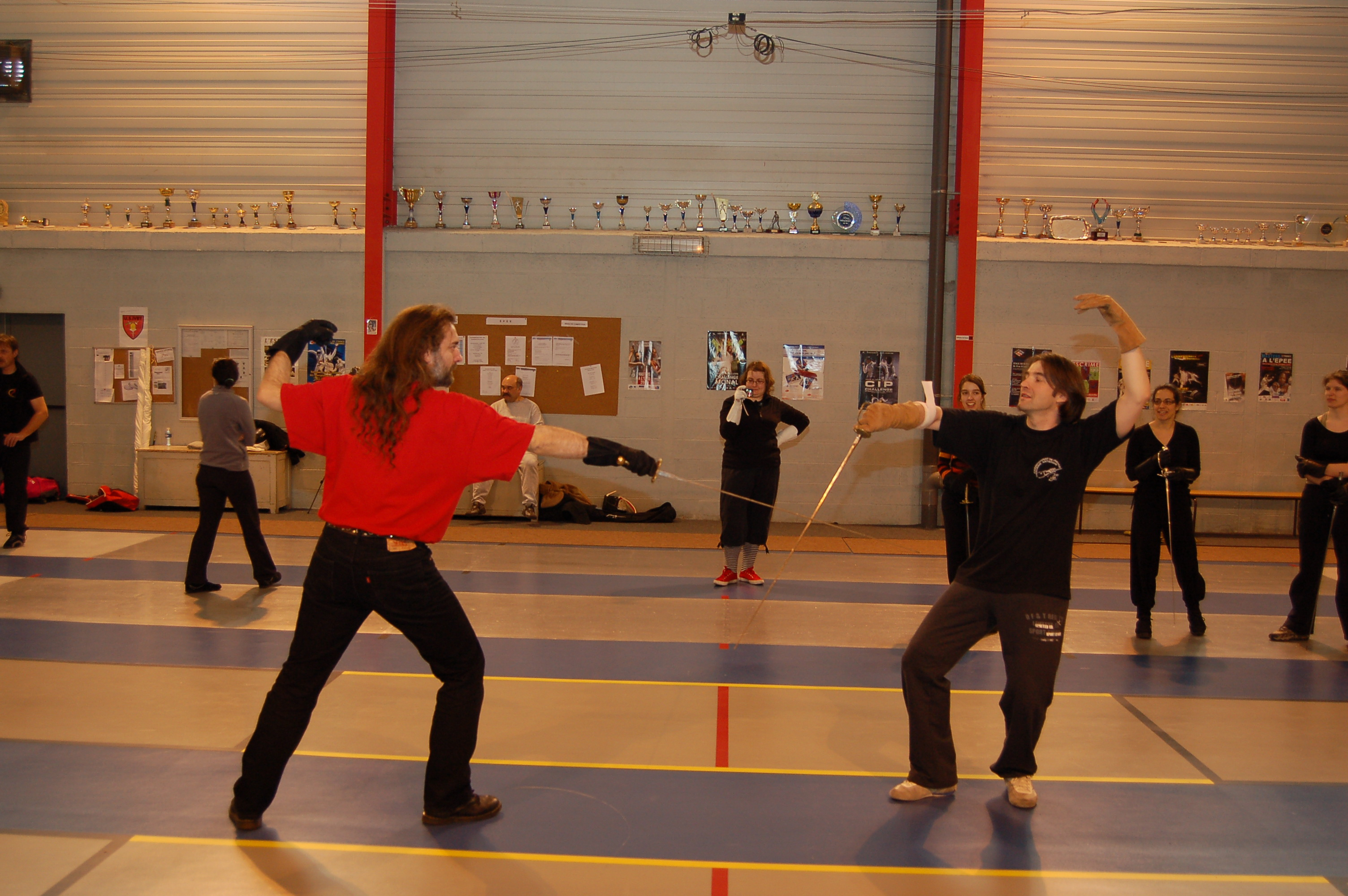
Préparation d'un combat d'escrime artistique (Stage d'escrime à l'US Ivry 2008).

Apparentée techniquement à l'escrime moderne, l'escrime artistique est une simulation de combat. On y retrouve les attaques simples et composées, les parades-ripostes, les parades en opposition, les déplacements linéaires, etc., mais aussi des déplacements circulaires, des techniques ambidextres et à main nue.
Certaines actions spectaculaires sont inspirées des traités historiques comme la volte, la flanconade ou des désarmements. Contrairement à l'escrime sportive, la touche est évitée. La phrase d'arme doit faire illusion et doit être crédible pour un spectateur. Et puisque les acteurs ne portent ni masque ni veste d'escrime, des techniques de sécurité doivent être appliquées. C'est pourquoi les phrases d'armes sont retravaillées à la fois pour des motifs de sécurité et de lisibilité par le public. Elles sont fixées dans des chorégraphies et mises en scène. En représentation, comme pour la danse, il n'y a que peu de place pour l'improvisation.

### La sécurité

Tournage « Liberté, libertés » à Bordeaux 1988.

Il n'existe pas de textes faisant autorité traitant de la sécurité dans l'escrime artistique. C'est une obligation de résultat et non de moyens. Cependant les règlements des compétitions intègrent généralement les obligations suivantes :
- Port de gants en bon état,
- distance à respecter entre la scène et le premier rang du public,
- obligation d'utiliser des armes non coupantes avec les bouts arrondis,
- interdiction des combats libres (improvisés).

### Un spectacle

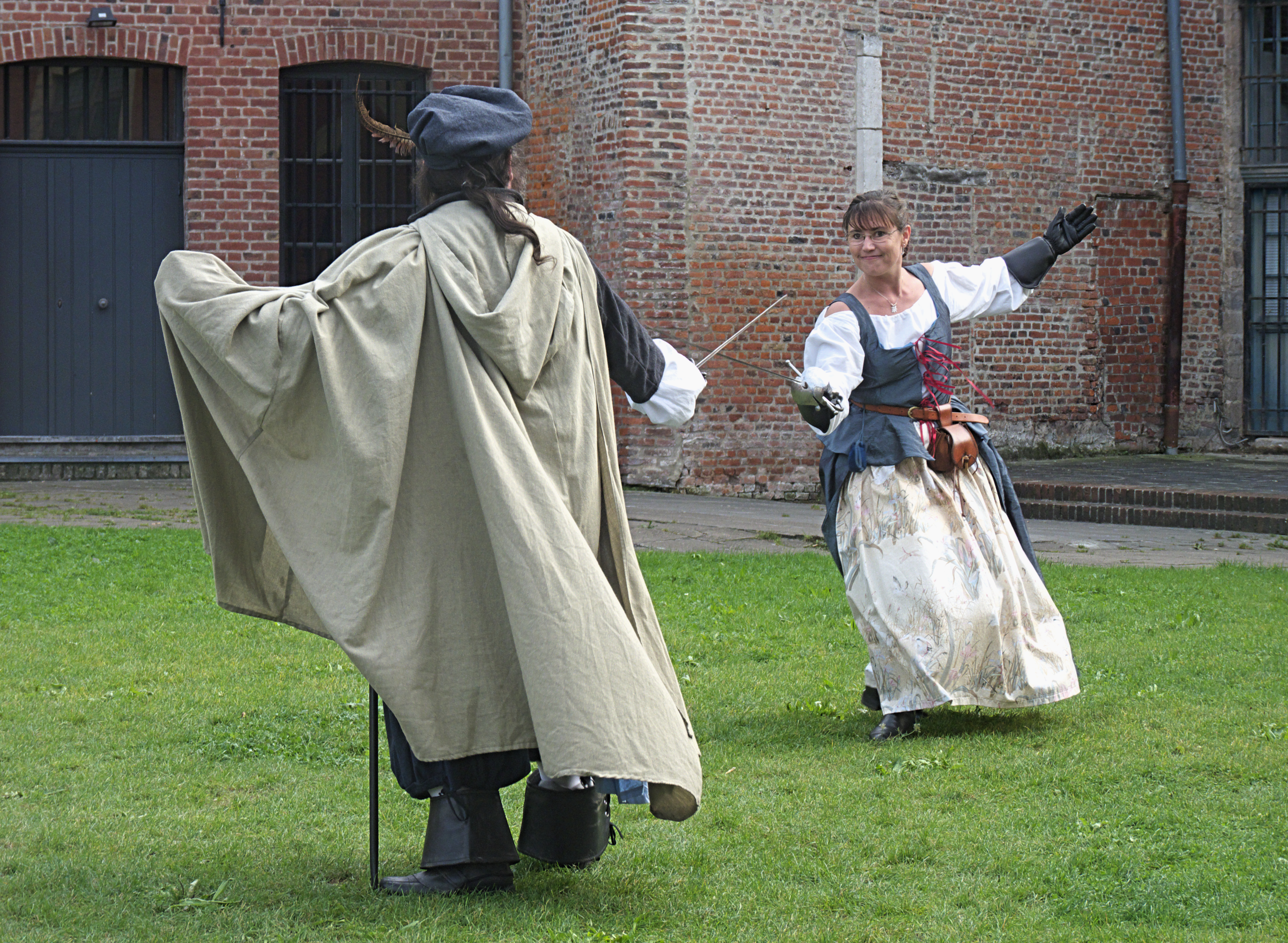
Démonstration d'escrime artistique à Lille, 2014.

L'escrime artistique est destinée au spectacle dans les clubs d'escrime et ressemble parfois à l'escrime de spectacle utilisée au théâtre, au cinéma et dans les spectacles vivants.
Les techniques pour monter une séquence pour la scène ou la caméra sont un peu différentes : la caméra permet de multiplier les angles de vue, elle permet les reprises, les scènes de combat sont parfois morcelées et filmées individuellement. Le comédien doit rester concentré pendant des heures pour reproduire avec le même jeu et la même intensité chaque phase du combat. La proximité, de la caméra et de techniciens, nécessite une grande maitrise du jeu et des gestes effectués par les acteurs.
Sur scènes, les reprises et les erreurs sont moins permises. Même si la chorégraphie fait également partie du jeu d'acteur et de la mise en scène, elle n'a pas les contraintes de personnes extérieures à la dramaturgie.
La préparation d'une chorégraphie est longue : une vingtaine d'heures de répétitions peut être nécessaire pour une minute de combat,.

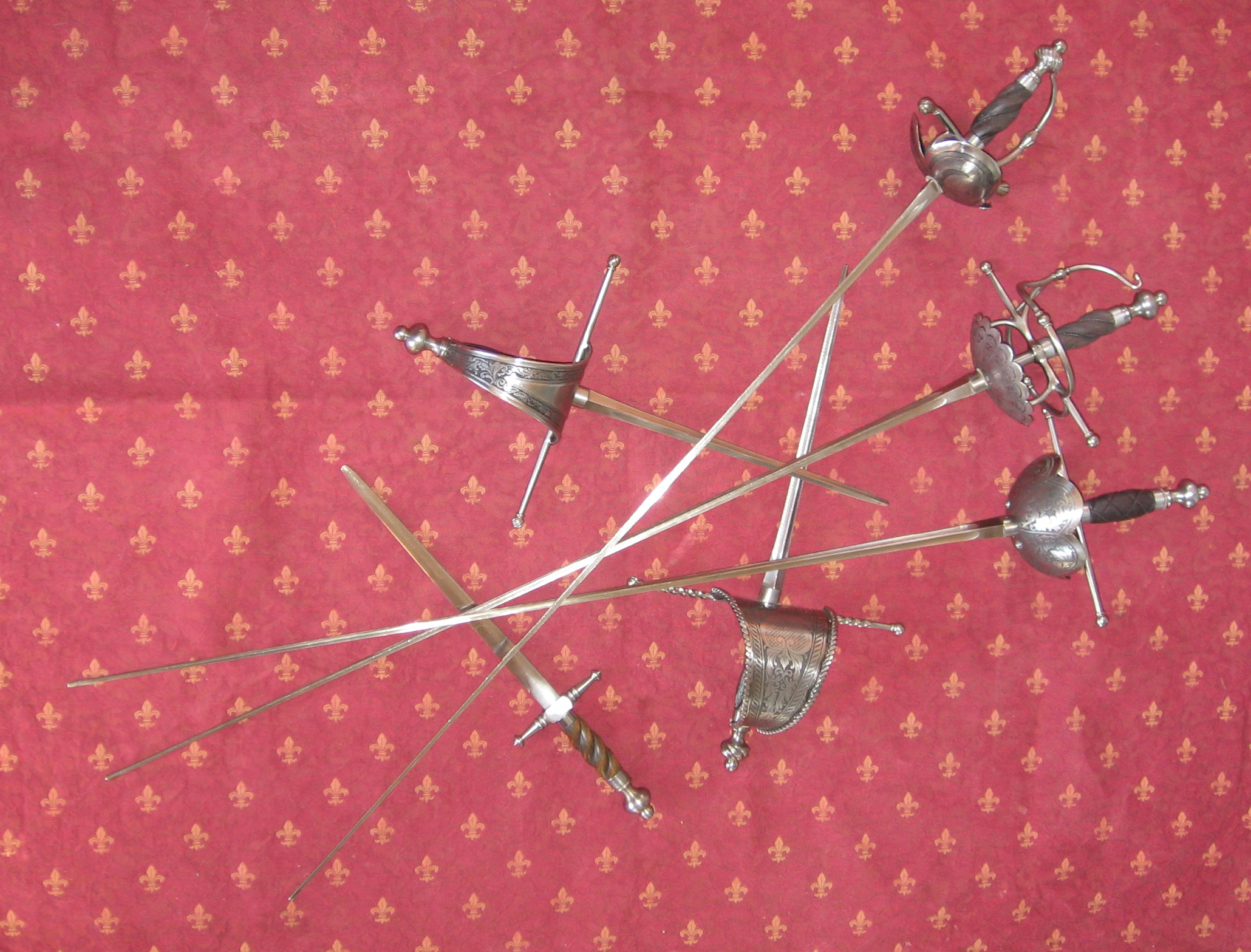
Rapières et dagues.

### Les armes
Il est difficile d'énumérer les armes de l'escrime artistique. Généralement, l'arme est choisie en fonction du contexte de la phrase d'armes. Par exemple, si le combat trouve son cadre au XVIIe siècle, la rapière aura de fortes chances d'être utilisée.
Le choix des armes peut varier : des armes classiques comme l'épée de cour, la rapière, la dague, la canne, le bâton, en passant par des armes issues des univers de fiction (sabre laser), jusqu'aux armes insolites et trouvées comme un tube de canalisation, une tige de fer, un parapluie, un saucisson sec ou une poêle à frire. Il est aussi possible d'intégrer du combat à main nue.
Généralement, malgré leur ressemblance aux originaux historiques, les armes sont des reproductions adaptées à l'utilisation en spectacle. Elles sont souvent allégées et « neutralisées », le fil de la lame n'est plus tranchant et la pointe est arrondie, ce qui ne les rend pas inoffensives. Il faut bien le répéter : la meilleure façon d’éviter des accidents est une bonne maîtrise de l'arme et un travail approfondi des techniques et des notions de sécurité.

## L'univers de l'escrime artistique
L'univers de l'escrime artistique se confond naturellement avec celui de l'escrime de spectacle.
On tend aujourd'hui à vouloir les différencier par le biais d'un aspect plus technique et sportif en ce qui concerne l'artistique.

### Maîtres d'armes célèbres
- Georges Dubois (1865 - 1934), instructeur de boxe française, maître d'armes et chorégraphe à l'Opéra comique de Paris, chercheur en AMHE[pas clair], auteur entre autres de L'Escrime au théâtre et ami de Letainturier-Fradin et Egerton Castle. Il est avec Albert Lacaze à l'origine de l'escrime ancienne, une tentative de créer avec la dague - rapière une quatrième arme de compétition. Il crée la rapière légère, dite de théâtre.
- Ralph Faulkner (en)[11],[12] (1891 -1987) escrimeur et maître d'armes au cinéma américain. Il travaille sur quelques classiques du cinéma de cape et d'épée comme The Three Musketeers (1935), Captain Blood (1935), The Prisoner of Zenda (1937)
- Patrick Crean (en) (27 juin 1911 – 22 décembre 2003) est un acteur britannique et directeur de combat pour le théâtre. Il est l' un des personnages les plus influent dans l'art de combat scénique moderne[réf. nécessaire].
- André Gardère (1913 - 1977), maître d'armes et escrimeur olympique[13], il met en scène des combats de films des années 1950 et 1960, notamment Le Bossu, Cyrano de Bergerac, Les Trois Mousquetaires.
- Pierre Lacaze (1914 - 2006), maître d'armes à l'École normale militaire de gymnastique et d'escrime de Joinville-le-Pont et à l'Opéra de Paris, président de l'Académie d'armes de France jusqu'à 1982. Il est l'auteur de  l'Histoire de l'escrime[14], livre qui a longtemps fait référence quant à l'histoire de la discipline[réf. nécessaire].
- Bob Anderson (1922 - 2012), maître d'armes notamment dans Highlander, Princess Bride, Le Masque de Zorro, Pirates des Caraïbes et la trilogie du Seigneur des anneaux, mais son chef-d’œuvre reste Star Wars et la création des combats au sabre laser.

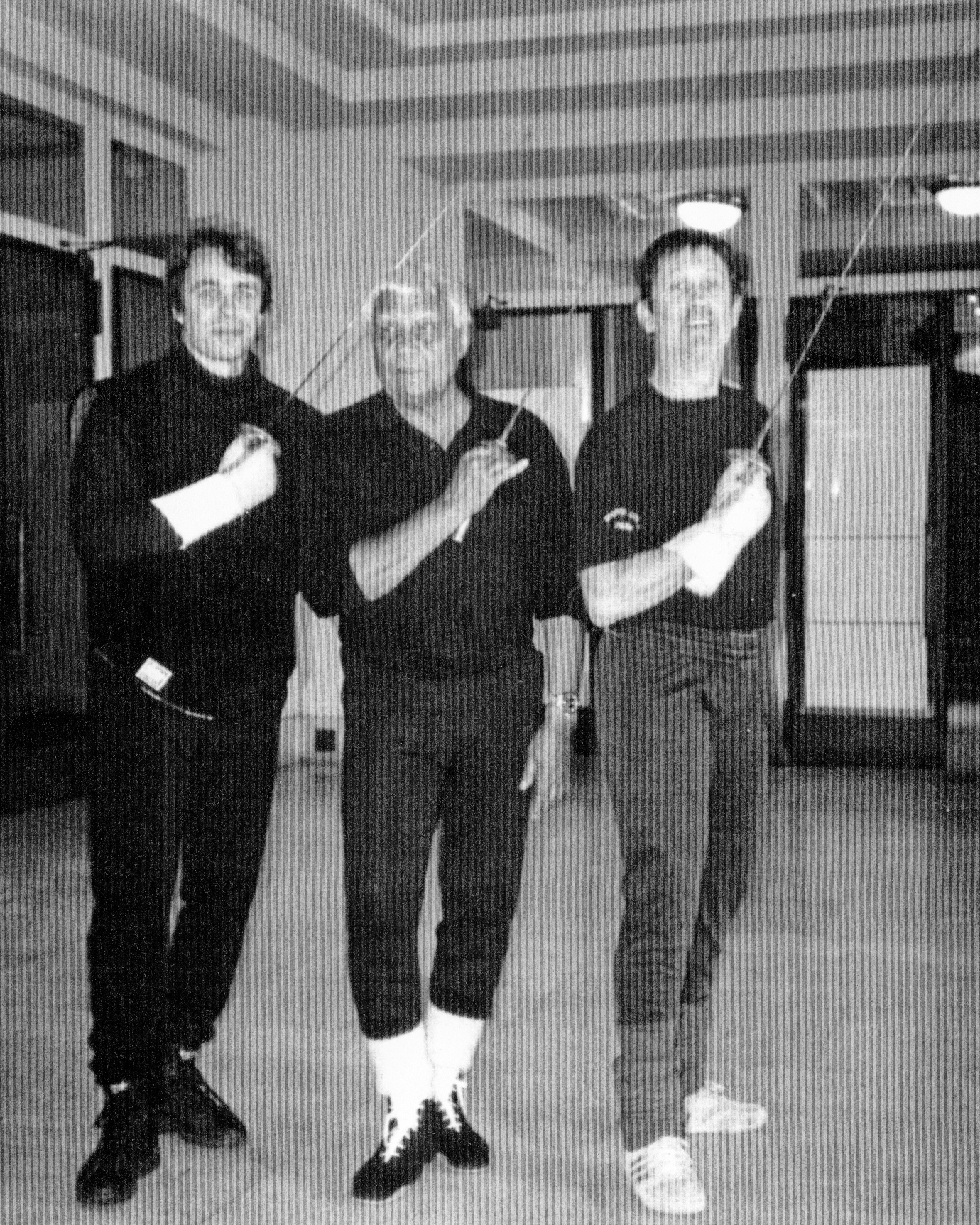
« Bob » au Théâtre de Chaillot (Paris 1995).

- Robert Heddle-Roboth(1927 - 2013), maître d'armes français et chorégraphe de combat, formé par Pierre Lacaze à l’école de maîtres d’armes de Joinville-le-Pont. Il commence sa carrière dans le sport en 1951 à Oran, où il reste 11 années à développer « l’Oranaise »[Quoi ?]. Il forme quelques figures de l’escrime française (Norbert Pinelli et François Costa). Après un bref passage en Allemagne pour entraîner l'équipe nationale de sabre, il rentre en France. Il est enseignant universitaire, puis intervenant dans les plus grandes écoles de théâtre : La rue Blanche, l’école internationale du Mimodrame de Marcel Marceau, Chaillot, le « Carré » de Sylvia Monfort, le Centre de formation internationale de Venise, l’Académie Internationale des Arts du Spectacle de Montreuil. Pendant des décennies il collabore avec des personnalités du monde du spectacle dont Jean Vilar, Gérard Philipe, Francis Veber, Jérôme Savary, Silvia Monfort ou le mime Marcel Marceau. En tant que directeur des sports de la Cité universitaire de Paris, il crée dans les années 1960 la seule école d'escrime de spectacle de France, qu'il dirige jusqu'en 1991. Entre 1992 et 2002, il enseigne à la nouvelle école au Théâtre de Chaillot. Ainsi en 50 ans d'enseignement il forme plusieurs générations de comédiens et de maîtres d'armes à l'escrime de spectacle.

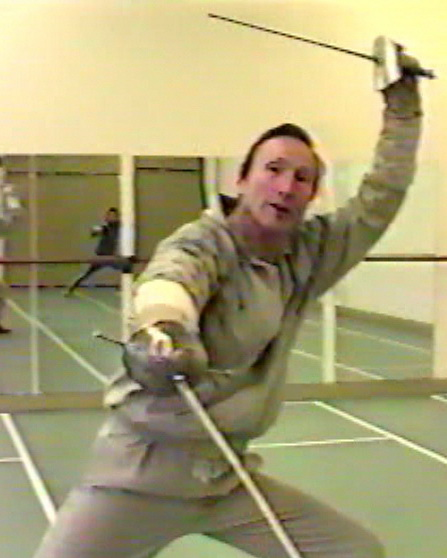
Claude Carliez, stage à Paris en 1993.

- Claude Carliez (1925 - 2015), formé à Antibes puis à l'Institut National des Sports[Quoi ?] où il côtoie Pierre Lacaze. Il commence sa carrière au cinéma avec André Gardère, dont il est l'assistant pendant 5 ans. On le voit notamment dans Le Bossu comme adversaire-partenaire de Jean Marais. De son actif[pas clair] il est coordinateur de cascades, maître d'armes. Président de l'Académie d'armes de France jusqu'en 2012, il est à l'origine du développement de l'escrime artistique française. Il met en scène beaucoup de combats de films dans les années 1970 et 1980, notamment avec Jean Marais, dont il est aussi le réalisateur dans (Le Paria, 1969). En tant que directeur de cascades il participe à une multitude de films, dont une douzaine avec Jean-Paul Belmondo, et une dizaine avec Alain Delon.

- William Hobbs (en)[15] (1939–2018), maître d'armes britannique travaillant pour le cinéma depuis les années 1960, notamment Les Duellistes, Dangerous Liaisons, Rob Roy, The Man in the Iron Mask et Game of Thrones.
- François Rostain[16], comédien, maître d’armes diplômé d’état, chorégraphe de combats, il enseigne l’escrime et le combat de spectacle au Conservatoire National Supérieur d’Art Dramatique depuis 1987. Depuis 1986, il chorégraphie les combats à la Comédie-Française, avec les metteurs en scène les plus prestigieux. L'Opéra a fait également appel à ses services, en particulier le Châtelet, l'Opéra Comique et San Francisco.
- Michel Carliez[17], maître d'armes et coordinateur de cascades, notamment au cinéma Le Bossu (1997), Fanfan La tulipe, à la télévision Lagardère et Julie Chevalier de Maupin, ainsi qu'une version de D'Artagnan et Les 3 Mousquetaires.

### Comédien-escrimeurs célèbres
- Douglas Fairbanks (1883 - 1938)
- Errol Flynn (1909 - 1959)
- Stewart Granger (1913 - 1993)
- Jean Marais (1913 - 1998)
- Gérard Barray
- Vincent Pérez pour ses rôles dans Le Bossu et Fanfan la Tulipe

### Les compétitions

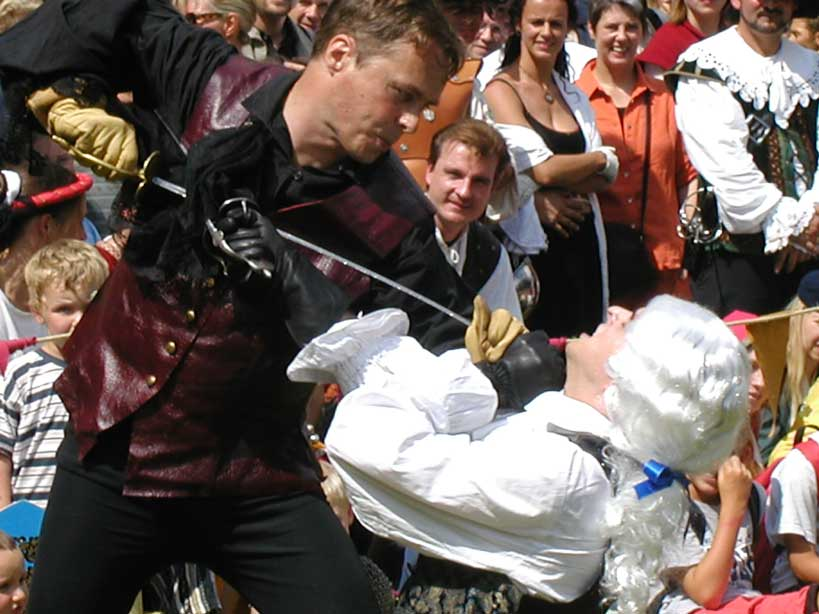
Stage Warriors 2004 (T. Schmuziger et M. Hewer).

Lors d'une compétition, les participants montrent, sur une scène, des démonstrations d'escrime artistique. Ces démonstrations sont notées et départagées par un jury, comprenant généralement des maîtres d'armes. Une période de filage est généralement ménagée, un peu avant les passages notés, pour permettre aux participants de se faire à la scène.
Il n'y a pas de règlement commun aux épreuves d'escrime artistique ; bien que similaires, chaque championnat défini ses propres règles avec ses propres variantes. On peut néanmoins résumer ici les points habituellement rencontrés :
- Catégories : la plupart des championnats regroupent les démonstrations dans des catégories :
  - Solos : des chorégraphies exécutées par un seul participant[18],[19],
  - Mouvements d'ensemble : des chorégraphies exécutées par plusieurs participants[18]
  - Duos : des combats entre deux personnes[18],[19],[20],
  - Troupes : des combats impliquant plus de deux personnes[18],[19],[20],
  - Combat : des démonstrations orientées sur l'aspect combat et technique d'escrime,
  - Saynète : des démonstrations orientées sur l'aspect dramatique de l'escrime artistique,
  - Clip vidéo : des démonstrations sous forme de clip vidéo,
  - Catégories d'âges : liées à l'âge des participants,
- Époques et armes : certains championnats définissent des époques pour regrouper les démonstrations (époques antiques, médiévales, grand siècle, atemporelle), suivant les catégories, certaines armes peuvent être interdites,
- Critères techniques versus critères artistiques : la note attribuée par le jury est divisée en un ensemble de notes sur des critères techniques (passes d'armes, postures, techniques d'escrime utilisées…) et un ensemble de notes sur des critères artistique (prestance, voix, scénario, costumes…),
- Pondération des notes : lors du calcul de la note finale d'une démonstration, des pondérations sont utilisées entre les critères,
- Pénalités de temps : certains championnats définissent des durées maximales pour les démonstrations et des pénalités à appliquer en cas de dépassement,

### Liste des compétitions actuelles

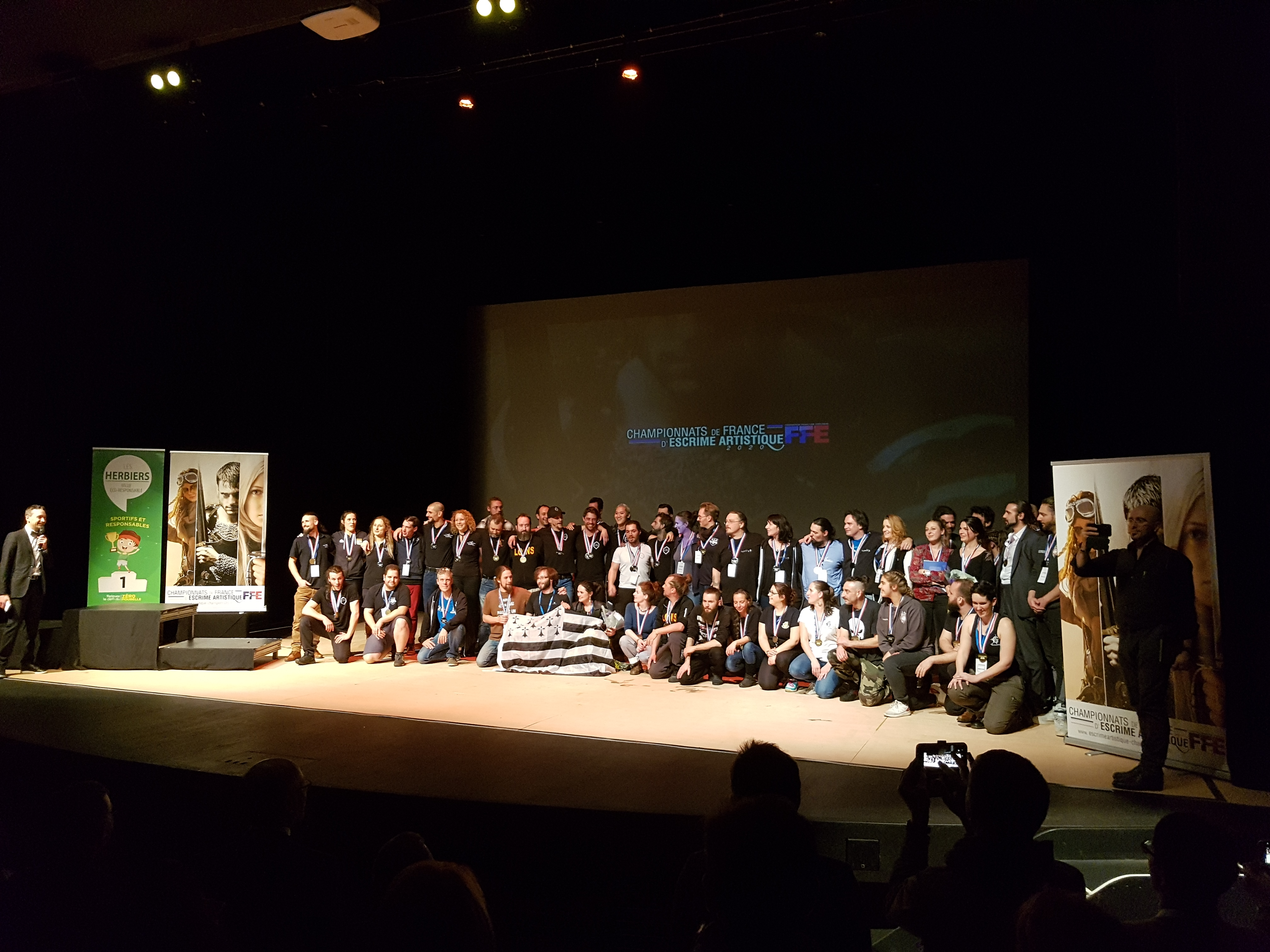
Photo des lauréats des championnats de France d'escrime artistique 2020, aux Herbiers (Vendée).

- Championnats du monde[21], ces championnats sont organisés par l'Académie d'Armes Internationale et ont lieu tous les quatre ans,
  - 2016 à Kolomna (Russie)
  - 2012 à Cascais (Portugal)
  - 2008 à San Marino (Italie)
  - 2004 aux Sables-d'Olonne
  - 2000 à Vichy
  - 1996 à Lisbonne[22]
- Championnats de France[18], ces championnats sont organisés par l'Académie d'Armes de France,
  - 2020 aux Herbiers organisé par la FFE
  - 2004 aux Sables-d'Olonne
  - 2002 à Bourges
  - 2000 à Vichy
  - 1998 à Vittel
  - 1996 à Vichy
- Stage-Warriors[23] Ces championnats internationaux d'escrime artistique en Allemagne sont organisés par l’association Badische Löwenfechter, et ont lieu à intervalles irréguliers,
  - 2010 Kesterburg
  - 2006 Osterburken
  - 2005 Osterburken
  - 2004 Angelbachtal
- Championnats International d'escrime artistique d'Allemagne[19], ces championnats sont organisés par l'Académie d'Armes d'Allemagne et ont lieu à intervalles irréguliers,
  - 2011 à Mönchengladbach
  - 2009 à Berlin
  - 2006 à Berlin
- Furor and Ferrum[24][réf. non conforme], Tournoi international de combat historique et de spectacle qui se déroule chaque année au premier week-end du mois de juin à Pavone Canavese près de Turin/Italie.

## Littérature

### En français
- Guide pratique escrime artistique, L'Escrime à deux armes ; Michel PALVADEAU - Éditions Émotion Primitive, août 2013
- L’Escrime pour l'acteur ; Eugénio Roque (en français et anglais)- Éditeur E. Roque, septembre 2011
- Guide pratique escrime artistique ; Michel PALVADEAU - Éditions Émotion Primitive, juillet 2009
- Escrime artistique ; Bac H. Tau - Thespis octobre 2007
- De l'Épée à la scène ; Robert Heddle-Roboth/Daniel Marciano - Thespis avril 2005
- Escrime de spectacle ; Jean PROMARD - Archimbaud 1993
- L'Assaut du Ve Acte d'Hamlet et sa mise en scène ; Georges Dubois - P. Bossuet/Paris 1932
- Essai sur l'escrime ; Georges Dubois - Souzy/Paris 1925
- Le Théâtre héroïque ; Gabriel Letainturier-Fradin - Flammarion/Paris 1914
- L’Escrime au théâtre ; Georges Dubois - G. Grassin/Angers 1910

### En anglais
- Stage Fighting ; Jonathan HOWELL - The Crowood Press Ltd., 2008
- Stage Combat ; Jenn Zuko BOUGHN - Allworth Press 2006
- Swashbuckling ; Richard LANE - Proscenium Publishers Inc. 1999
- Techniques and Training for Staged Fighting ; James D. STRIDER - The Edwin Mellen Press 1999
- Actors on Guard ; Dale Anthony GIRARD - Routledge 1997
- Fight Directing for the Theatre ; J. Allen SUDDETH - Heinemann 1996
- Fight Direction ; William HOBBS - A&C Black Limited 1980

### En allemand
- Fechten für Theater, Film und Fernsehn ; Volker ULLMANN - Florian Noetzel Verlag 2002
- Fechten in der darstellenden Kunst ; Walter KAMM - Meyer&Meyer Verlag 1994
- Bühnenfechtkunst ; J.E. KOCH - Henschelverlag 1954

### Autres sources
- FFEscrime - Escrime Artistique http://escrime-ffe.fr/images/stories/FFE/PRATIQUER/LES-DIFFERENTES-PRATIQUES/ARTISTIQUE/Livret_Escrime_Artistique-web.pdf
- Danse baroque : Comment l’escrime peut-elle permettre de restituer les rôles des guerriers. http://www.jeuxdepees.fr/Articles/RoleGuerrier.html
- Une nouvelle vie pour l'escrime de spectacle ? http://www.jeuxdepees.fr/Articles/Escrime_scen1.htm
- Naissance d'Hamlet d'Anne Cuneo, mise en scène de Michel Toma et Sophie Gardaz http://www.jeuxdepees.fr/Articles/NaissHamlet.html
- La danse et l'escrime ou l'art d'être courtisan http://www.jeuxdepees.fr/Articles/coutisan.html
- Académie d'armes de France - le mot de Claude Carliez www.escrime-aaf.fr

### Vers des académies et fédérations nationales et internationales
- Académie d'Armes de France
- Fédération française d'escrime
- Fédération française des arts martiaux historiques européens
- (en) Nordic Stage Fight Society
- (en) The Society of American Fight Directors
- (en) British Academy of Dramatic Combat
- (en) British Academy of Stage & Screen Combat